# Kerteminderevyen
Kerteminderevyen er siden 2005 en årlig sommerrevy i Kerteminde. Revyen spiller på Tornøes Hotel.
Direktøren, Mads Nørby, nedlagde revyen i 2014 da Kerteminde Kommune besluttede ikke at støtte revyproduktionen i 2015, men med støtte fra en række lokale erhvervsfolk blev revyen reddet.

## Årgang 2009
Instruktør : Kasper Wilton
Skuespillere:
- Sonja Oppenhagen
- Max Hansen
- Christine Gaski
- Mads Nørby

Revydirektør : Mads Nørby

## Årgang 2008
Skuespillere:
- Charlotte E. Munksgaard
- Caspar Phillipson
- Kristian Holm Joensen
- Mads Nørby

Revydirektør : Mads Nørby

## Eksterne link
- www.kerteminderevyen.dk Arkiveret 16. oktober 2009 hos  Wayback Machine

| Kunst og kultur | Spire Denne artikel om scenekunst og teater er en spire som bør udbygges. Du er velkommen til at hjælpe Wikipedia ved at udvide den. |